# Lucas Biglia
Lucas Rodrigo Biglia (địa phương [ˈlukah roˈð̞ɾiɣo ˈβ̞iɣlja]; tiếng Ý: [ˈbiʎʎa], sinh ngày 30 tháng 1 năm 1986) là một cựu cầu thủ bóng đá chuyên nghiệp người Argentina từng thi đấu ở vị trí tiền vệ phòng ngự.
Biglia bắt đầu sự nghiệp thi đấu của mình tại câu lạc bộ Argentinos Juniors. Năm 2005, anh chuyển đến câu lạc bộ Independiente. Đến tháng 7 năm 2006, anh đăng ký gia nhập câu lạc bộ Anderlecht trong một bản hợp đồng có thời hạn bốn năm. Từ năm 2013 đến năm 2020, anh lần lượt gia nhập hai câu lạc bộ S.S. Lazio và A.C. Milan tại Serie A. Anh tiếp tục khoác áo cho hai câu lạc bộ Süper Lig Fatih Karagümrük và İstanbul Başakşehir trước khi chính thức giải nghệ vào năm 2023.
Sự nghiệp thi đấu quốc tế của anh bắt đầu vào năm 2011 trong màu áo của đội U20 Argentina tham dự giải vô địch bóng đá trẻ thế giới. Anh là thành viên của đội tuyển bóng đá quốc gia Argentina giành ngôi á quân tại các giải đấu World Cup 2014, Copa América 2015 và Copa América 2016.

## Thống kê sự nghiệp
Tính đến 13 tháng 5 năm 2018
| Câu lạc bộ           | Mùa giải             | Giải đấu | Giải đấu | Cúp quốc gia | Cúp quốc gia | Khác | Khác | Tổng cộng | Tổng cộng |
| Câu lạc bộ           | Mùa giải             | Trận     | Bàn      | Trận         | Bàn          | Trận | Bàn  | Trận      | Bàn       |
| -------------------- | -------------------- | -------- | -------- | ------------ | ------------ | ---- | ---- | --------- | --------- |
| Independiente        | 2005–06              | 7        | 0        | 0            | 0            | 0    | 0    | 7         | 0         |
| Anderlecht           | 2006–07              | 33       | 1        | 7            | 0            | 6    | 0    | 46        | 1         |
| Anderlecht           | 2007–08              | 30       | 1        | 8            | 0            | 11   | 0    | 49        | 1         |
| Anderlecht           | 2008–09              | 32       | 2        | 2            | 0            | 1    | 1    | 35        | 3         |
| Anderlecht           | 2009–10              | 34       | 1        | 2            | 1            | 12   | 2    | 48        | 4         |
| Anderlecht           | 2010–11              | 26       | 0        | 2            | 0            | 7    | 0    | 35        | 0         |
| Anderlecht           | 2011–12              | 30       | 2        | 1            | 0            | 7    | 0    | 38        | 2         |
| Anderlecht           | 2012–13              | 36       | 5        | 5            | 0            | 10   | 0    | 51        | 5         |
| Tổng cộng Anderlecht | Tổng cộng Anderlecht | 221      | 12       | 27           | 1            | 54   | 3    | 302       | 16        |
| Lazio                | 2013–14              | 26       | 2        | 2            | 0            | 4    | 0    | 32        | 2         |
| Lazio                | 2014–15              | 27       | 3        | 4            | 1            | 0    | 0    | 31        | 4         |
| Lazio                | 2015–16              | 27       | 4        | 3            | 0            | 6    | 1    | 36        | 5         |
| Lazio                | 2016–17              | 29       | 4        | 5            | 1            | —    | —    | 34        | 5         |
| Tổng cộng Lazio      | Tổng cộng Lazio      | 109      | 13       | 14           | 2            | 10   | 1    | 133       | 16        |
| Milan                | 2017–18              | 28       | 1        | 4            | 0            | 5    | 0    | 37        | 1         |
| Tổng cộng sự nghiệp  | Tổng cộng sự nghiệp  | 425      | 26       | 45           | 3            | 69   | 4    | 481       | 33        |

### Bàn thắng quốc tế
| # | Ngày                 | Địa điểm                                                     | Đối thủ  | Bàn thắng | Kết quả | Giải đấu                 |
| - | -------------------- | ------------------------------------------------------------ | -------- | --------- | ------- | ------------------------ |
| 1 | 17 tháng 11 năm 2015 | Sân vận động đô thị Roberto Meléndez, Barranquilla, Colombia | Colombia | 1–0       | 1–0     | Vòng loại World Cup 2018 |